# 아버지와 딸
아버지와 딸(Father And Daughter)은 영국에서 제작된 미카엘 두독 데 비트 감독의 2000년 애니메이션, 드라마 영화이다. 클레어 제닝스 등이 제작에 참여하였다. 2001년에 아카데미 단편 애니메이션상을 수상했다.

## 제작진
- 미술: 마이클 두독 드 비트